# سد عكرمة

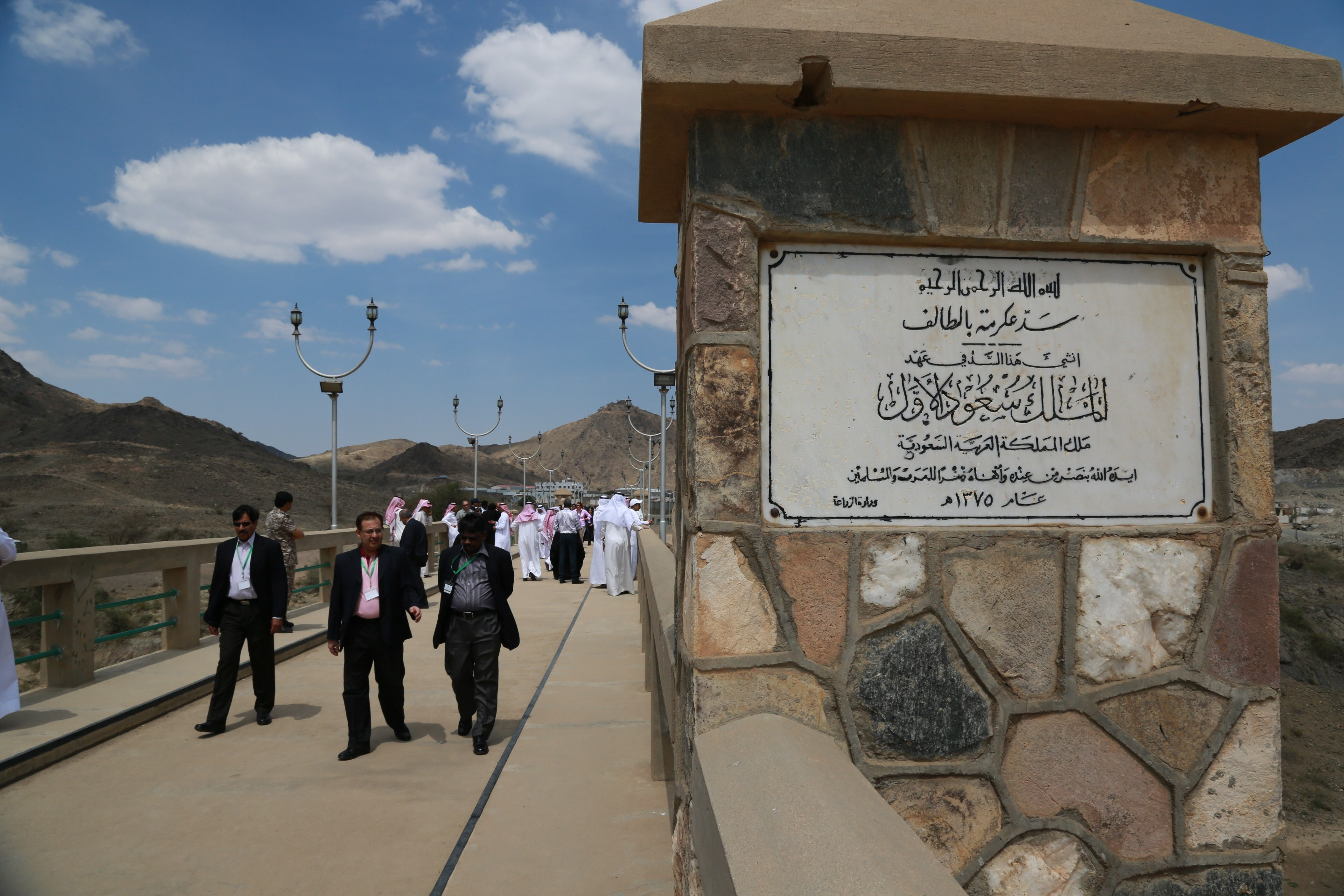

سد عكرمة، يقع في محافظة الطائف في أعلى وادي المثناة. جنوب غربي المملكة العربية السعودية.

## نوع السد
يعتبر سد عكرمة من النوع الركامي المغلف بالأحجار المبنية.

## إنشاؤه
تم إنشاء هذا السد عام 1375هـ الموافق 1955م.وقد أنشئ في عهد الملك سعود بن عبدالعزيز، وقد كُتبت لوحة تأسيسية من المرمر عليها تاريخ بناء السد بصيغة: " بسم الله الرحمن الرحيم سد عكرمة بالطائف، انشئ هذا السد في عهد الملك سعود الأول ملك المملكة العربية السعودية أيدهُ الله بنصرٍ من عنده وأبقاهُ ذخراً للعرب والمسلمين عام 1375هـ وزارة الزراعة"، وقد أستخدمت في الكتابة أنواع الخطوط كالكوفي، والفارسي، والثلث.

## تكاليف بناء السد
بلغت تكاليف السد حوالي 1,200,000 ريال سعودي. (حوالي 320 ألف دولار أمريكي).

## مواصفات السد
يبلغ طول السد 70 متر. وارتفاعه 12 متر. وعرضه 6 أمتار وطاقته التخزينية 500,000 متر مكعب.
يعتبر هذا السد أول السدود المنفذة بالمملكة، وكان له دور إيجابي كبير في حماية مدينة الطائف من أخطار السيول التي كانت تلحق الأضرار بها بصفة مستمرة، بالإضافة إلى دعم مصادر المياه للمدينة.

## انظر ايضاً
- سد وادي حلي
- سد وادي بيش
- قائمة سدود السعودية

## وصلات خارجية
- سد عكرمة.. منتزه أهل الطائف منذ 59 عاما.
- الموقع الرسمي لوزارة المياه والكهرباء السعودية
- جريدة الرياض
- جريدة الرياض